# Ściana eksploatacyjna
Ściana eksploatacyjna (wydobywcza) – wyrobisko podziemne ograniczone dwoma, w zasadzie równoległymi do siebie, wyrobiskami poziomymi (chodnikami) (nadścianowym i podścianowym) lub pochyłymi (pochylnia). W ścianie eksploatacyjnej zachodzi urabianie węgla.